# Белые ночи (фильм, 1992)
«Белые ночи» — советский художественный фильм 1991 года режиссёра Леонида Квинихидзе по сценарию Владимира Валуцкого и одноимённой повести Фёдора Достоевского. Снят киностудией «Ленфильм» осенью 1991 года. В широкий прокат картина вышла в августе 1992 года.

## Сюжет
Живёт на свете молодой парень Митя (Вадим Любшин), работает он на грузовике ГАЗ-53, развозит по ночам хлеб по магазинам Санкт-Петербурга. Он устроился на эту работу исключительно потому, что любит ночи, любит любоваться своим городом в часы, когда на улицах пусто. В душе он — романтик. Он разговаривает с мостами, с памятниками. Однажды, в период белых ночей, он встречает девушку лет семнадцати (Анна Матюхина). Она сидит в одиночестве на лавочке. Митя подходит к ней и интересуется, что она делает на улице в такой час. Она рассказывает ему свою историю, а Митя слушает её как заворожённый, ибо моментально влюбляется в неё. Настя (так зовут девушку), рассказывает ему, что приехала она в Питер из Торжка поступать в институт, но провалила экзамены.
Поселилась она у тётки (Галина Польских) и помогала ей шить вещи на продажу. Однажды, из-за нехватки средств, тётка решает сдать одну из комнат постояльцу. В комнату поселяется очень странный, но богатый жилец — мужчина средних лет с неопределёнными занятиями (Николай Ерёменко (младший)). У него завязываются хорошие, дружеские отношения и с хозяйкой, и с её племянницей, он дарит им новый видеомагнитофон и телевизор, водит их в ресторан. На вопросы, чем он занимается, он даёт уклончивые ответы. Настя влюбляется в этого жильца, проводит у него ночь. Вскоре жильцу нужно уехать по делам на три месяца и они договариваются встретиться ровно через три месяца, ночью у одного из соборов города. На указанную встречу мужчина не пришёл и Настя стала ходить туда каждую ночь, в надежде всё-таки найти его…
Митя выслушал рассказ Насти и предложил разыскать жильца или его помощника. Настя принимает эту помощь. Мите, наконец, удаётся найти адрес помощника жильца, он приходит к нему, но тот всячески открещивается от Мити, говорит, что он ошибся и что никакого шефа у него нет и не было. Митя рассказал об этом Насте и она поняла, что была для жильца лишь одноразовым увлечением. После этого во время возвращения Мити домой на него нападают люди этого жильца. Настя узнает об этом и прибегает на квартиру к Мите, где предлагает ему быть не просто другом. Они берутся за руки и идут к Насте домой знакомиться с тётей, на ходу строя планы о совместной жизни. Когда они заходят в подъезд или, как говорят в Питере, в парадную, они видят, что на лестнице сидит жилец и, вероятно, ждёт Настю. Настя бросается в его объятья, Митя, понимая, что теперь он лишний, уходит.

## В ролях
- Анна Матюхина — Настя
- Вадим Любшин — Митя
- Галина Польских — тётя Насти
- Николай Ерёменко (младший) — жилец
- Виталий Усанов — Рыжий
- Павел Корнаков — эпизод
- Рэп-дуэт «Чёрное и Белое» и танцоры брейк-данс-команды «Стоп» — эпизод[3]

## Критика
Фильм Леонида Квинихидзе — одна из лучших ролей Галины Польских по версии Film.ru.
По мнению российского кинокритика Михаила Трофименкова, эта экранизация оказалась неудачной.
Александр Фёдоров: «Экранизируя повесть Фёдора Достоевского „Белые ночи“, Леонид Квинихидзе перенёс её действие в Питер начала 90-х годов XX века. По идее при этом должны были возникнуть дополнительные смыслы, неожиданные параллели, проявиться оригинальное авторское видение материала. На мой взгляд, этого не произошло. Актёрская игра не выходит за рамки рядовой мелодрамы, а философия великого русского классика растворилась в банально-назидательном осовремененном сюжете».

## Музыка в фильме
- Рэп-дуэт «Чёрное и Белое» — «Вселенная» (муз. И. Голубев, сл. Л. Дербенёв)[3][6]
- Игорь Наджиев и рэп-дуэт «Чёрное и Белое» — «Вселенная» («Круг») (муз. И. Голубев, сл. Л. Дербенёв)[7]
- Игорь Наджиев — «Ночи бело-голубые» («Тени») (муз. М. Дунаевский, сл. Л. Дербенёв)[7]
- Игорь Наджиев — «Верить в счастье!..» (дуэт с Еленой Кузьминой)[7]